# Crépon
Crépon är en kommun i departementet Calvados i regionen Normandie i norra Frankrike. Kommunen ligger i kantonen Ryes som ligger i arrondissementet Bayeux. År 2022 hade Crépon 222 invånare.

## Befolkningsutveckling
Antalet invånare i kommunen Crépon
Referens: INSEE